# Gotthard Dagn
Gothard Dagn (St. Johann in Tirol, 1716 - Abadia de Sant Georgenberg, 1754), fou organista i mestre de música austríac.
Va escriure: Kurze und gründliche Anleitung den General Bass oder Parthitur Regelmäsig zu bregeiffen bestchend in zmölff Lectionem oder Lehrzeiten (Sankt Gallen, 1753).